# Emil Johann Lambert Heinricher

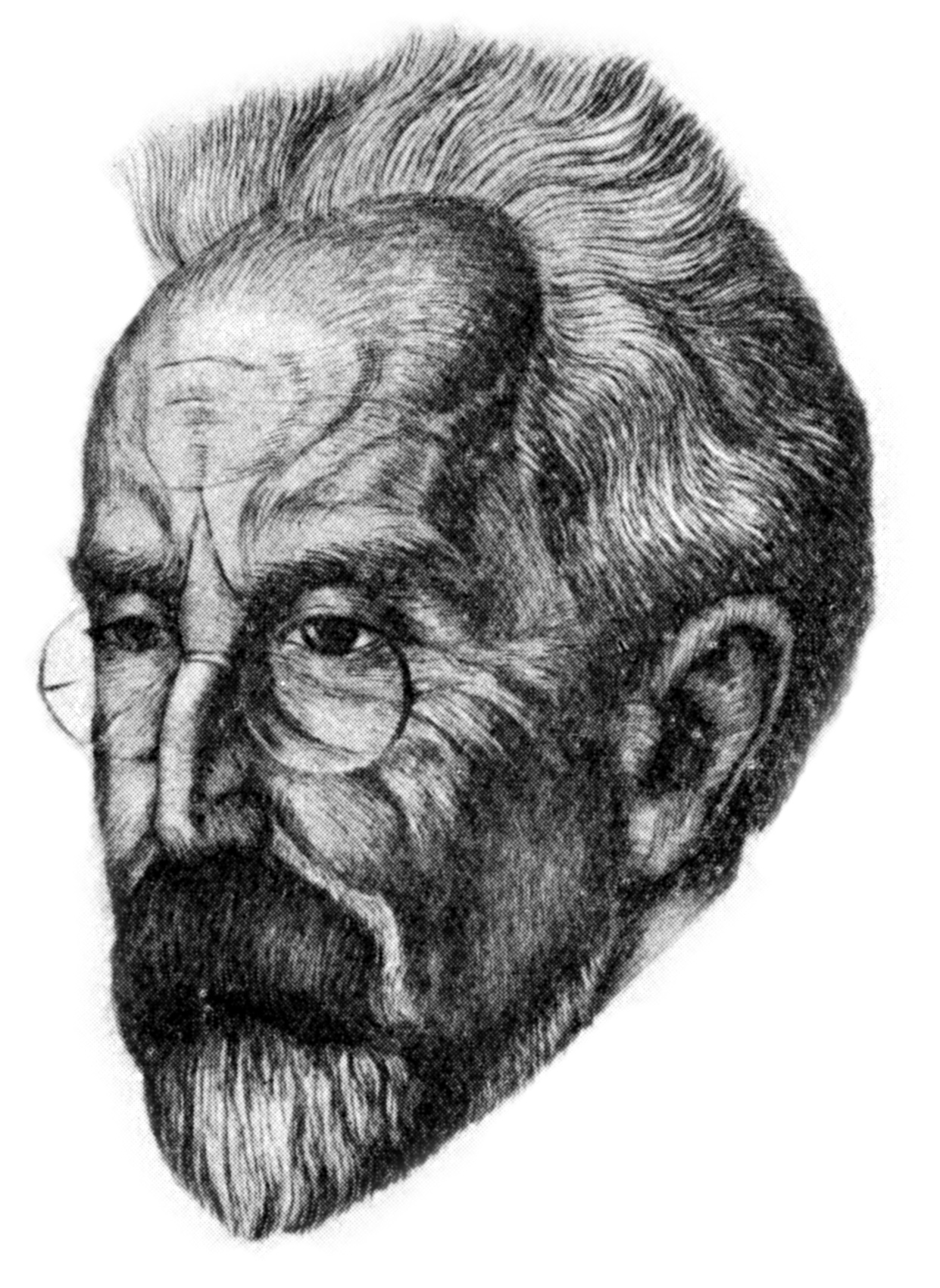
Emil Johann Lambert Heinricher

Emil Johann Lambert Heinricher  (Laibach , 14 de novembro de 1856 - Innsbruck, 13 de julho de 1934 ) foi um botânico austríaco.

## Publicações
- Was alles aus der Nachkommenschaft einer Pflanze hervorgehen kann(Studien zur Art- u. Formbildg an Kulturen von Primula kewensis, 1925-1933). Berlin: Akad. d. Wissenschaften, 1934.
- Geschichte des Botanischen Gartens der Universität Innsbruck.Jena: Fischer, 1934.
- Monographie der Gattung Lathraea.Jena: Fischer, 1931.
- Untersuchungen über die Nachkommenschaft der Primula Kewensis und ihre Vielgestaltigkeit (Aus d. botan. Institut d. Universität Innsbruck). Wien: Hölder-Pichler-Tempsky, A. G., 1930.
- Selektionsversuche mit atavistischer Iris 1880-1927. Jena: G. Fischer, 1928.
- Die Sexualitätsverhältnisse und die Rassen der Kaiserkrone (Fritillaria imperialis L.) Aus d. Botan. Institut d. Univ. Innsbruck . Wien: Hölder-Pichler-Tempsky, A.G (Abt.:) Akad. d. Wiss., 1928.
- Viehweide, ein am Formwechsel und an der Artbildung bei Pflanzen mitwirkender Faktor : Centaurea Jacea L., var. pygmaea ein Beispiel hierfür. Wien: Hölder-Pichler-Tempsky, A.G., 1925.
- Die Schlafbewegungen der Blütenkörbchen von Dimorphoteca pluvialis (L.) Mnch. Wien: Hölder-Pichler-Tempsky A. G., 1924.
- Das Absorptionssystem der Wacholdermistel (Arceuthobium oxycedri D. C. M. B.) mit besonderer Berücksichtigung seiner Entwicklung und Leistung. Wien: Hölder-Pichler-Tempsky, 1923.
- Ueber den Mangel einer durch innere Bedingungen bewirkten Ruheperiode bei den Samen der Mistel (Viscum album L.). Wien: Höder, 1916.
- Die Keimung und Entwicklungsgeschichte der Wachholdermistel, Arceuthobium Oxyoedri, auf Grund durchgeführter Kulturen geschildert Wien: Hölder, 1915.
- Beiträge zur Biologie der Zwergmistel, Arceuthobium Oxyeedri, bes. zur Kenntnis d. anatom. Baues u. d. Mechanik ihrer explosiven Beeren. Wien: Hölder, 1915.
- Das neue botanische Institut der Universität Innsbruck. Jena: Fischer, 1914.
- Untersuchungen über Lilium bulbiferum L., Lilium croceum Chaix und den gezüchteten Bastard Lilium sp. x Lilium croceum Chaix. Wien: Hölder, 1914.
- Bei der Kultur von Misteln beobachtete Korrelationserscheinungen und die das Wachstum der Mistel begleitenden Krümmungsbewegungen. Wien: Hölder, 1913.
- Die Aufzucht und Kultur der parasitischen Samenpflanzen. Jena: Fischer, 1910.
- Heinricher; Pflanzenbiologische Gruppen. Botanisches Centralblatt, 1896.
- Biologische Studien an der Gattung Lathraea, Berlin, 1893.